# Трг уједињења (Темишвар)
Трг уједињења у Темишвару је најстарији градски трг грађен у барокном стилу. У прошлости познат као Главни трг, још од првих нацрта који датирају из 1733. године па до првих почетака градње 1786. године на површини од 150х110 метара. Трг је веома значај за Српску националну мањину која битује у Румунији, као и у самом граду, називају га још и старим српским језгром. 
Трг Уједињења је данас најпрометнија туристичка дестинација у граду Темишвару на ком доминира Саборна српска православна црква са зградом Викаријата Епархије Темишварске Српске православне цркве и старим седиштем Савеза Срба Румуније, као и са Музејом барока у ком је настала и формирана Српска Војводина и Тамишки Банат. Милош Црњански је своје детињство провео на овом тргу којим је био фасциниран и којег описивао у својим делима.
Срби из Темишвар-града, како се иначе међу локалним Србима зове овај део граду, подигли су му споменик у дворишту Црквене зграде. Српска саборна црква у Темишвару на Тргу уједињења је најважније црквено здање српске заједнице у Румунији. То је и престона црква Темишварске епархије.